# Радоешти Деал (Телеорман)
Радоешти Деал (рум. Rădoeşti Deal) насеље је у Румунији у округу Телеорман. Oпштина се налази на надморској висини од 81 m.

## Становништво
Према подацима из 2011. године у насељу је живело 2476 становника.